# デューク・エリントン

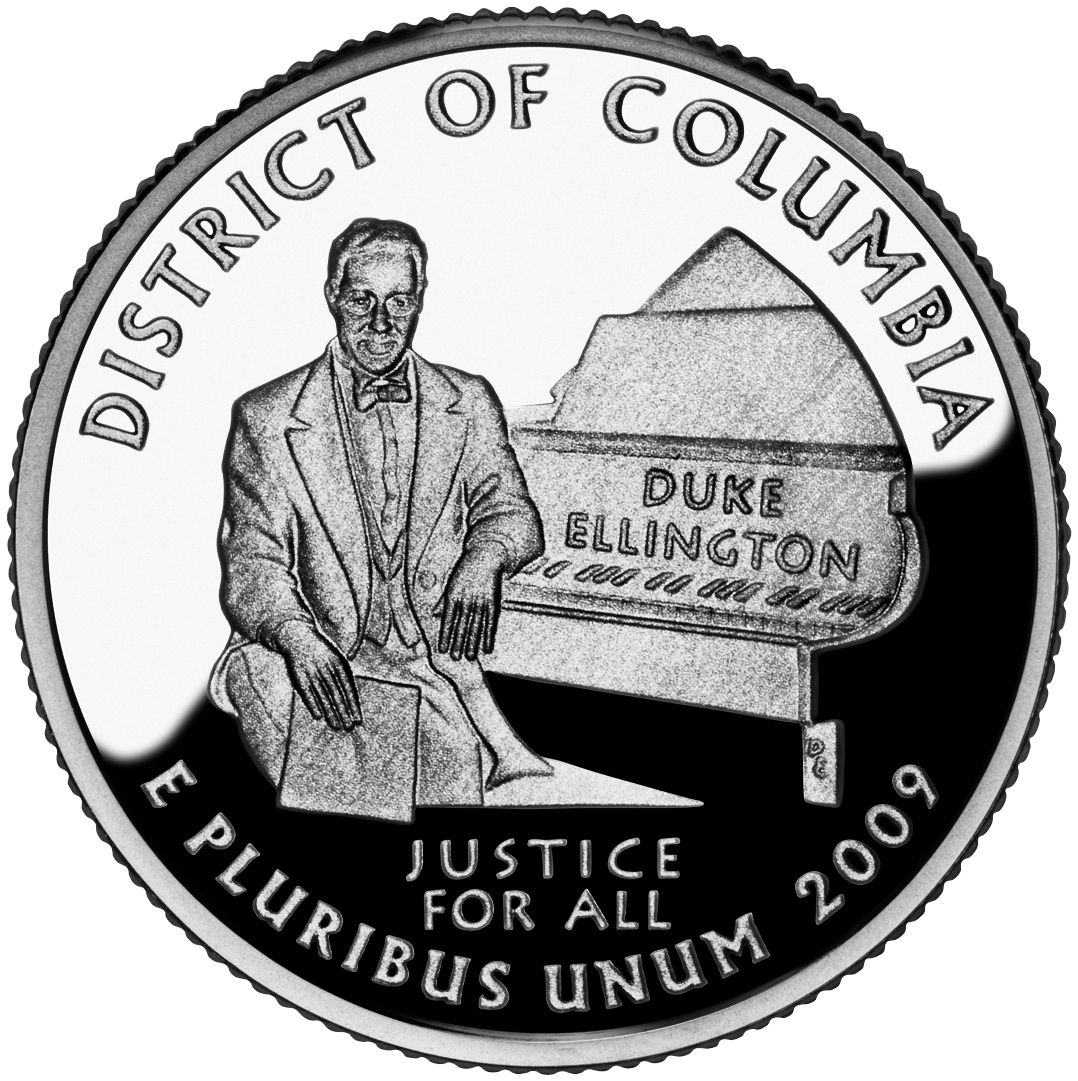
デューク・エリントンを描いた記念硬貨

デューク・エリントン（Duke Ellington、本名：エドワード・ケネディ・"デューク"・エリントン（Edward Kennedy "Duke" Ellington）、1899年4月29日 - 1974年5月24日）は、アメリカ合衆国出身の作曲家、編曲家、ジャズ・ピアノ奏者、ジャズ・オーケストラ・リーダーである。
「デューク（公爵）」というニックネームは、子供の頃から自然な優雅さ、身嗜みを身に付けきちんとした服装をしていたことから、友人によって付けられた。
ジャズ･ファンからはスウィング・ジャズの帝王と称された。

## 生涯
1899年、ワシントンD.C.で生まれる。父親は、著名な白人医師ミドルトン・カスバート（Middleton Fuller Cuthbert）の執事であり、時々ホワイトハウスへの仕出し業も行っていた。小学生の頃からピアノを習い始め、ハイスクールでは校内のパーティでピアニストとして活躍していた。同時期に音楽教師から高度な作曲理論を学び（私の音楽に対する勉強は、GフラットとFシャープの違いを学んだことからはじまったと回想している）、1916年にピアニストとしてデビューした。
その後ニューヨークに進出し、1927年にニューヨーク市マンハッタン区ハーレムにて高級ナイトクラブ「コットン・クラブ」を経営していたオウニー・マドゥンがデューク・エリントンとバンド契約に至る。マドゥンの考え方は、コットン・クラブのお客は全員裕福な白人、演奏するのは黒人ジャズメンというものだった。
エリントンの楽団は、カウント・ベイシー、ベニー・グッドマン、グレン・ミラー、フレッチャー・ヘンダーソン、スタン・ケントンらの楽団とともに、一大スウィング・ブームを巻き起こした。彼は1930年代から第二次世界大戦後にかけて、「A列車で行こう」（作曲はビリー・ストレイホーン）や「キャラバン」など、ジャズのスタンダード曲を世に送り出した。
1964年に新潟市で新潟地震が発生した際に日本公演を行っていた。地震の被害を知ったエリントンは次に予定されていたハワイ公演の予定をとり消して東京厚生年金会館にて震災に対する募金を募ったコンサートを開催した。その後、コンサートの純益である96万円が新潟市に贈られ、再来日した1966年には新潟市より国際親善名誉市民の称号が贈られた。
1974年5月24日、肺癌と肺炎の合併症により75歳で死去、ニューヨーク・ブロンクスのウッドローン墓地に埋葬された。（マイルス・デイヴィスなども同じ墓地に埋葬されている）
エリントンが亡くなったのちも、エリントンの楽団は存続しており、2008年にも日本公演を行っている。2009年、コロンビア特別区から、エリントンとピアノをあしらった25セント記念硬貨が発行される。アフリカ系アメリカ人がアメリカの硬貨に描かれた最初の例となった。
受賞歴としては、映画『或る殺人』の音楽でグラミー賞3部門を獲得したほか、合計9回グラミー賞を獲得している。また、1969年にはその貢献が認められ、リチャード・ニクソン大統領より大統領自由勲章が授与され、1973年にはフランス政府よりレジオンドヌール勲章が叙勲された。

## 代表曲
- A列車で行こう(1941)
- キャラバン
- スイングしなけりゃ意味ないね
- イン・ア・センチメンタル・ムード
- Cジャム・ブルース
- サテン・ドール
- ソフィスティケイテッド・レディ
- 極東組曲
- 女王組曲
- ニューオリンズ組曲
- 昔は良かったね
- ソリチュード
- ムード・インディゴ[5]
- ロッキン・イン・リズム
- コットン・テール
- プレリュード・トゥ・ア・キス
- ドント・ゲット・アラウンド・マッチ・エニモア
- ザ・ムーチ
- 黒と茶の幻想
- パーディド

## ディスコグラフィ（一部）
- Harlem Air Shaft（1940年録音）(RCA Victor) 1940年
- 『デューク・アット・ファーゴ 1940』 - Duke Ellington at Fargo 1940（1940年録音）1978年
- 『マスターピーシズ・バイ・エリントン』 - Masterpieces by Ellington（1945年録音）(Columbia) 1951年
- 『ハイ・ファイ・エリントン・アップタウン』 - Hi-Fi Ellington Uptown（1952年）
- 『アット・ニューポート1956』 - Ellington at Newport（1956年）
- 『サッチ・スィート・サンダー』 - Such Sweet Thunder（1957年）
- Ellington Indigos（1957年録音）(Columbia) 1958年
- Newport 1958（1958年）
- Festival Session（1959年）
- Blues in Orbit（1959年）
- Anatomy of a Murder（1959年） - サウンドトラック
- ジョニー・ホッジスと共同名義, 『サイド・バイ・サイド』 - Side by Side（1959年）
- ジョニー・ホッジスと共同名義, 『バック・トゥ・バック』 - Back to Back（1959年）
- 『ピアノ・イン・ザ・フォアグラウンド』 - Piano in the Foreground（1961年）
- Louis Armstrong & Duke Ellington（1961年）
- カウント・ベイシーと共同名義, 『ファースト・タイム』 - First Time! The Count Meets the Duke（1962年）
- コールマン・ホーキンスと共同名義, 『デューク・エリントン・ミーツ・コールマン・ホーキンス』 - Duke Ellington Meets Coleman Hawkins（1962年）
- 『マネー・ジャングル』 - Money Jungle（1962年）
- ジョン・コルトレーンと共同名義, 『デューク・エリントン&ジョン・コルトレーン』 - Duke Ellington & John Coltrane（1962年）
- 『アフロ・ボッサ』 - Afro-Bossa（1962年）
- 『グレート・パリ・コンサート』 - The Great Paris Concert（1963年録音）1973年
- A Morning in Paris（1963年録音）1996年
- Ella at Duke's Place（1965年）
- 『シンフォニック・エリントン』 - The Symphonic Ellington（1965年）
- エラ・フィッツジェラルドと共同名義, Ella And Duke at the Cote D'Azur（1966年）
- 『ザ・ポピュラー・エリントン』 - The Popular Duke Ellington（1966年）
- 『極東組曲』 - The Far East Suite（1966年）
- 『ビリー・ストレイホーンに捧ぐ』 - ...And His Mother Called Him Bill（1967年）
- フランク・シナトラと共同名義, 『シナトラとエリントン』 - Francis A. & Edward K.（1968年）
- 『エール・コンサート』 - Yale Concert（1968年録音）1973年
- 70th Birthday Concert（1969年）
- 『ラテン・アメリカ組曲』 - Latin American Suite（1968年～1970年録音）
- 『ニューオーリンズ組曲』 - New Orleans Suite（1970年）
- The Afro-Eurasian Eclipse（1971年）
- レイ・ブラウンと共同名義, 『ジミー・ブラントンに捧ぐ』 - This One's for Blanton（1973年）
- 『女王組曲』 - The Ellington Suites（1959年～1972年録音）1976年
- 『ライヴ・アット・ザ・ホイットニー』 - Live at the Whitney（1972年録音）1995年
- 『デュークス・ビッグ4』 - Duke's Big 4（1973年）
- テレサ・ブリューワーと共同名義, 『スウィングしなけりゃ意味がない』 - It Don't Mean a Thing If It Ain't Got That Swing（1973年）
- 『イーストバーン・コンサート』 - Eastbourne performance（1974年）